# Abbazia di Inchaffray
L'abbazia di Inchaffray (in latino Insula Missarum) era un edificio religioso agostiniano sito in Scozia, attivo durante il medioevo. Progressivamente abbandonato nel corso dell'età moderna, oggi ne rimangono poche rovine.

## Storia

### Fondazione e prosperità
L'abbazia, inizialmente un priorato, venne fondata nel 1200 da Gilbert, conte di Strathearn e da sua moglie Matilde in memoria del figlio Gilchrist, deceduto e sepolto nella zona due anni prima. Inchaffray al tempo era una zona paludosa, e l'abbazia venne fondata su un rialzo del terreno noto come Insula Missarum, "isola delle Messe", poiché vi esisteva già un piccolo luogo di culto noto come "San Giovanni di Strathearn". L'abbazia, consacrata a santa Maria Vergine e san Giovanni Evangelista e concessa all'Ordine di Sant'Agostino, fu favorita dai conti di Strathearn e divenne il loro tradizionale luogo di sepoltura. Il primo priore fu Malis, un eremita del posto richiamato per l'occasione dai conti di Strathearn.

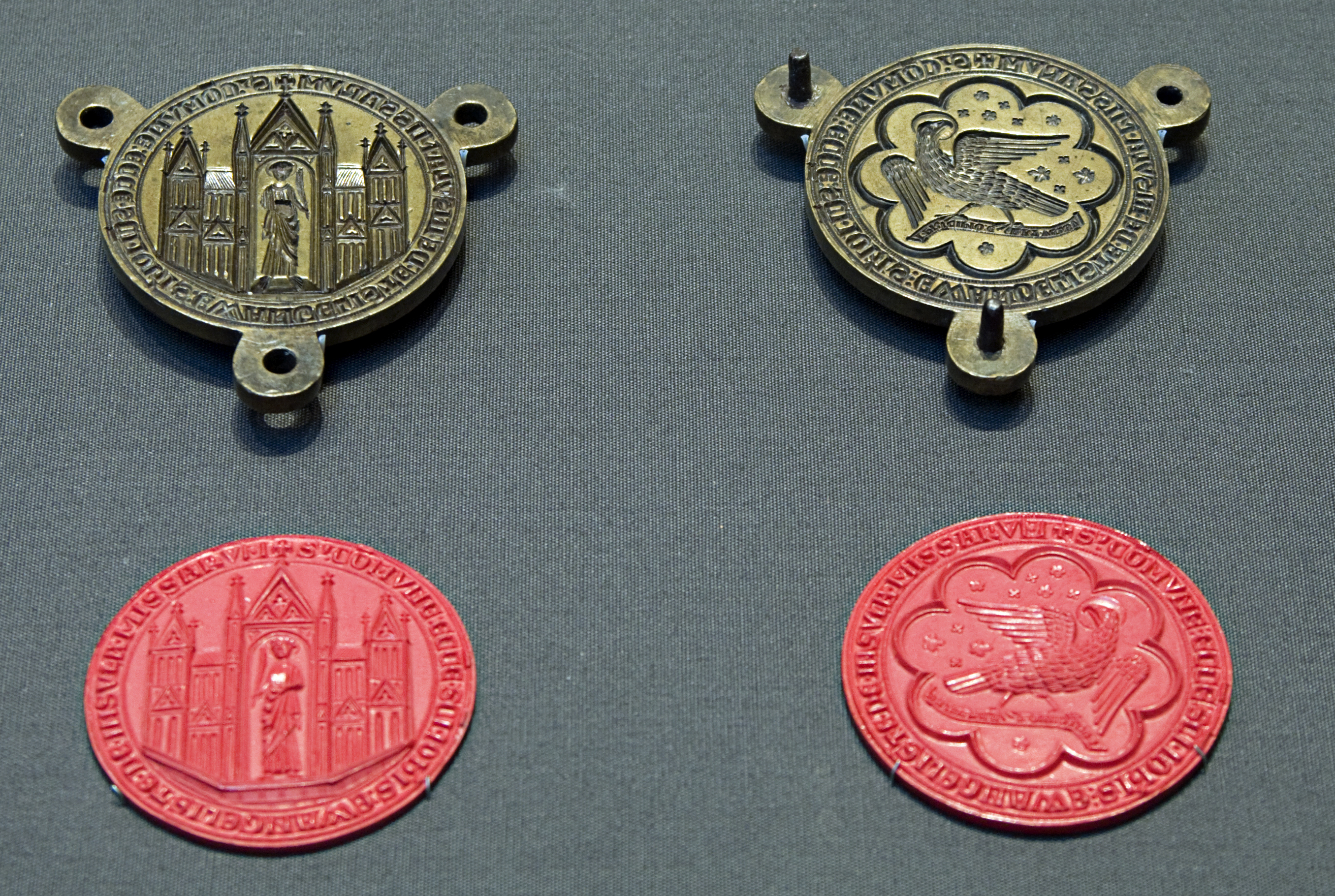
Sigilli dell'abbazia di Inchaffray (XIII secolo)

A partire almeno dal 1218 i monaci di Inchaffray cominciarono la bonifica agraria delle zone circostanti l'abbazia per ricavarne terreno coltivabile; il priorato fu infine elevato ad abbazia nel 1220-21. Nel 1237 papa Gregorio IX dispose in una bolla il trasferimento della sede della diocesi di Dunblane proprio ad Inchaffray, ma la decisione venne disattesa. L'abbazia, nonostante non divenisse mai uno dei principali edifici religiosi scozzesi, rimase per alcuni secoli un sito d'importanza non indifferente, tanto che fu l'abate Maurizio di Inchaffray a benedire l'esercito scozzese alla vittoriosa battaglia di Bannockburn nel 1314, godendo quindi del favore di Roberto I di Scozia e venendo per questo nominato vescovo di Dunblane alcuni anni più tardi.

### Decadenza
La diffusione del protestantesimo in Scozia fu deleteria per l'abbazia, che cominciò rapidamente a perdere il proprio prestigio. Presto Inchaffray fu coinvolta in gravi casi di simonia, tanto che prima venne posta sotto controllo di un abate commendatario, e poi sconsacrata per permetterne l'incameramento nel patrimonio del ricco clan Drummond.
Da questo momento l'abbazia venne trascurata, per essere infine abbandonata e lasciata andare in rovina. Nel 1816 la maggior parte dell'edificio venne abbattuta per permettere il passaggio di una nuova strada.

### Situazione attuale
Oggi dell'abbazia di Inchaffray restano solo poche rovine. Per proteggerne i resti dall'agricoltura intensiva che si pratica tutt'attorno è stata isolata tramite dei terrapieni. Col tempo la vegetazione è prosperata tra i resti dell'edificio, tanto che molte sezioni sono divenute impraticabili e le rovine stesse si scorgono a malapena dall'esterno.
Sopravvivono alcune sezioni delle mura esterne e il camino principale dell'edificio.